# Liliana Laine
Liliana Laine, conosciuta anche come Liliane Layné (Vitry-le-François, 1923 – 1999), è stata un'attrice francese.

## Biografia
Debutta a diciannove anni nel cinema a Parigi diretta da Maurice Cloche nel film Il fuoco sacro. Si trasferisce  successivamente a Torino per recitare nella pellicola La prigione di Ferruccio Cerio, realizzata negli studi della Fert: sarà il primo dei tredici film italiani che l'attrice girerà nella sua breve carriera.
Nel 1948 chiude la sua attività nel mondo del cinema diretta da Roberto Bianchi Montero in una parte secondaria della pellicola I contrabbandieri del mare.

## Filmografia
- Il fuoco sacro (Feu sacré), regia di Maurice Cloche (1942)
- La prigione, regia di Ferruccio Cerio (1944)
- Fuga nella tempesta, regia di Ignazio Ferronetti (1945)
- Carmen, regia di Christian-Jaque (1945)
- La freccia nel fianco, regia di Alberto Lattuada (1945)
- Il sole di Montecassino, regia di Giuseppe Maria Scotese (1945)
- Che distinta famiglia!, regia di Mario Bonnard (1945)
- Lo sbaglio di essere vivo, regia di Carlo Ludovico Bragaglia (1945)
- Le modelle di via Margutta, regia di Giuseppe Maria Scotese (1946)
- Vanità, regia di Giorgio Pàstina (1947)
- Il Passatore, regia di Duilio Coletti (1947)
- Il segreto di Don Giovanni, regia di Camillo Mastrocinque (1948)
- I contrabbandieri del mare, regia di Roberto Bianchi Montero (1948)